# Abraham Van Helsing
Profesorul Abraham Van Helsing este un personaj fictiv din romanul gotic de groază Dracula (1897) scris de Bram Stoker. Van Helsing este un medic olandez în vârstă, cu o gamă largă de interese și realizări, parțial atestat de șirul de litere care urmează numelui său: "MD, D.Ph., D.Litt., etc, etc." indicând o vastă experiență, educație și expertiză. Personajul este cel mai bine cunoscut în multe adaptări ale romanului ca vânător de vampiri și inamicul principal al contelui Dracula

## În roman
În roman, profesorul Van Helsing este chemat de fostul său student, Dr. John Seward, să asiste la boala misterioasă suferită de Lucy Westenra. Prietenia lui Van Helsing cu Seward se bazează parțial pe un eveniment anterior, necunoscut, când Van Helsing a suferit o rană gravă, iar Seward i-a salvat viața când l-a tratat de cangrenă. Van Helsing este primul care realizează că Lucy este victima unui vampir și îi conduce pe Dr. Seward și pe prietenii săi în eforturile lor de a o salva pe Lucy.
Potrivit adnotărilor lui Leonard Wolf despre roman, Van Helsing a avut un fiu care a murit. Van Helsing spune că fiul său, dacă ar fi trăit, ar fi fost asemănător cu soțul lui Lucy, Arthur Holmwood. În consecință, Van Helsing a dezvoltat o slăbiciune pentru Holmwood. Soția lui Van Helsing a înnebunit după moartea fiului său, dar fiind catolic, el a refuzat să divorțeze de ea.

## În filme
În filmul Van Helsing din 2004,  personajul titular se numește Gabriel Van Helsing și este inspirat de personajul lui Bram Stoker, Abraham Van Helsing. Pelicula este regizată de Stephen Sommers după un scenariu al acestuia; în rolul titular joacă actorul Hugh Jackman. În film Van Helsing este un legendar vânător de monștri și este numit "Gabriel" de către Dracula. Tot în 2004 a apărut un prequel animat de scurtmetraj denumit Van Helsing: The London Assignment (Van Helsing: Misiune la Londra).
În serialul Van Helsing din 2016, personajul titular se numește Vanessa Van Helsing (fosta Vanessa Seward). Kelly Overton interpretează rolul titular al seriei care a fost inspirat de o serie de romane grafice Zenescope Entertainment, serie denumită Helsing. Seria are loc în viitorul apropiat, când vampirii s-au ridicat din umbră și au preluat controlul. Vanessa Van Helsing, descendentă a lui Abraham Van Helsing, se trezește, după presupusa ei moarte, dintr-o comă de trei ani într-o lume post-apocaliptică. Ea este ultima speranță a omenirii, deoarece compoziția ei unică de sânge îi dă posibilitatea de a transforma vampirii în oameni. Cu această armă secretă, Vanessa devine o țintă primordială a vampirilor.

## Vezi și
- Hellsing

Format:Bram Stoker